# NGC 4490
NGC 4490 este o interacțiune de galaxii situată în constelația Câinii de Vânătoare. A fost descoperită în 14 ianuarie 1788 de către William Herschel. Se află la o distanță de 8,91 megaparseci de Pământ.